# National Securities Identifying Number
Die National Securities Identifying Number (NSIN) ist ein neunstelliger alphanumerischer Code, der eine eindeutige Identifikation für ein Wertpapier innerhalb eines bestimmten Landes darstellt. Sie ist elementarer Bestandteil der Internationalen Wertpapierkennnummer (ISIN), die ein Wertpapier international eindeutig kennzeichnet.

## Aufbau der NSIN
Der Aufbau der NSIN variiert je nach Land. In Deutschland setzt sich die NSIN aus drei Nullen gefolgt von der bisherigen Wertpapierkennnummer (WKN) zusammen. In Österreich beginnen die NSINs derzeit noch mit vier Nullen, gefolgt von der dann länderbezogen eindeutigen Wertpapiernummer.